# Dave Maloney
David Wilfred Maloney (né le 31 juillet 1956 à Kitchener, dans la province de l'Ontario, au Canada) est un joueur professionnel canadien de hockey sur glace qui évoluait au poste de défenseur.

## Biographie
Après avoir joué avec les Buzzers de St. Michael à Toronto, Maloney passe deux saisons avec les Rangers de Kitchener et est sélectionné dans la deuxième équipe d'étoiles de l'association de hockey de l'Ontario (AHO). Il est choisi par les Rangers de New York lors du repêchage amateur de la LNH 1974. Deux ans plus tard, il devient titulaire de la défense des Rangers dont il devient ensuite capitaine en 1978.
Le 6 décembre 1984, il est échangé aux Sabres de Buffalo avec Chris Renaud contre Steve Patrick et Jim Wiemer. Il joue 53 matchs avec les Sabres avant de prendre sa retraite à l'issue de la saison.
Son frère Don, également hockeyeur professionnel, a joué à ses côtés avec les Rangers.

## Statistiques
| Saison     | Équipe                   | Ligue         |     | Saison régulière | Saison régulière | Saison régulière | Saison régulière | Saison régulière |   | Séries éliminatoires | Séries éliminatoires | Séries éliminatoires | Séries éliminatoires | Séries éliminatoires |
| Saison     | Équipe                   | Ligue         | PJ  | B                | A                | Pts              | Pun              | PJ               | B | A                    | Pts                  | Pun                  |                      |                      |
| 1971-1972  | Buzzers de St. Michael's | ON-Jr.B       |     |                  |                  |                  |                  |                  |   |                      |                      |                      |                      |                      |
| 1971-1972  | Rangers de Kitchener     | AHO           | 1   | 0                | 0                | 0                | 0                | 2                | 0 | 0                    | 0                    | 2                    |                      |                      |
| 1972-1973  | Rangers de Kitchener     | AHO           | 49  | 8                | 21               | 29               | 101              |                  |   |                      |                      |                      |                      |                      |
| 1973-1974  | Rangers de Kitchener     | AHO           | 69  | 15               | 53               | 68               | 109              |                  |   |                      |                      |                      |                      |                      |
| 1974-1975  | Rangers de New York      | LNH           | 4   | 0                | 2                | 2                | 0                |                  |   |                      |                      |                      |                      |                      |
| 1974-1975  | Reds de Providence       | LAH           | 58  | 5                | 28               | 33               | 122              | 6                | 0 | 6                    | 6                    | 6                    |                      |                      |
| 1975-1976  | Rangers de New York      | LNH           | 21  | 1                | 3                | 4                | 66               |                  |   |                      |                      |                      |                      |                      |
| 1975-1976  | Reds de Providence       | LAH           | 26  | 5                | 17               | 22               | 81               |                  |   |                      |                      |                      |                      |                      |
| 1976-1977  | Rangers de New York      | LNH           | 66  | 3                | 18               | 21               | 100              |                  |   |                      |                      |                      |                      |                      |
| 1977-1978  | Rangers de New York      | LNH           | 56  | 2                | 19               | 21               | 63               | 3                | 0 | 0                    | 0                    | 11                   |                      |                      |
| 1978-1979  | Rangers de New York      | LNH           | 76  | 11               | 17               | 28               | 151              | 17               | 3 | 4                    | 7                    | 45                   |                      |                      |
| 1979-1980  | Rangers de New York      | LNH           | 77  | 12               | 25               | 37               | 186              | 8                | 2 | 1                    | 3                    | 8                    |                      |                      |
| 1980-1981  | Rangers de New York      | LNH           | 79  | 11               | 36               | 47               | 132              | 2                | 0 | 2                    | 2                    | 9                    |                      |                      |
| 1981       | Rangers de New York      | DN Hockey Cup | 4   | 1                | 1                | 2                |                  |                  |   |                      |                      |                      |                      |                      |
| 1981-1982  | Rangers de New York      | LNH           | 64  | 13               | 36               | 49               | 105              | 10               | 1 | 4                    | 5                    | 6                    |                      |                      |
| 1982-1983  | Rangers de New York      | LNH           | 78  | 8                | 42               | 50               | 132              | 7                | 1 | 6                    | 7                    | 10                   |                      |                      |
| 1983-1984  | Rangers de New York      | LNH           | 68  | 7                | 26               | 33               | 168              | 1                | 0 | 0                    | 0                    | 2                    |                      |                      |
| 1984-1985  | Rangers de New York      | LNH           | 16  | 2                | 1                | 3                | 10               |                  |   |                      |                      |                      |                      |                      |
| 1984-1985  | Sabres de Buffalo        | LNH           | 52  | 1                | 21               | 22               | 41               | 1                | 0 | 0                    | 0                    | 0                    |                      |                      |
| Totaux LNH | Totaux LNH               | Totaux LNH    | 657 | 71               | 246              | 317              | 1154             | 49               | 7 | 17                   | 24                   | 91                   |                      |                      |